# Lista do Patrimônio Mundial na Argentina
Esta é uma lista do Patrimônio Mundial na Argentina, especificamente classificada pela Organização das Nações Unidas para a Educação, a Ciência e a Cultura (UNESCO). A lista é elaborada de acordo com dez principais critérios e os pontos são julgados por especialistas na área. A Argentina aceitou a Convenção do Patrimônio Mundial em 23 de agosto de 1978, tornando seus locais históricos e culturais elegíveis para a lista do Patrimônio Mundial.
Os primeiros sítios do Patrimônio Mundial foram incluídas na listagem durante a 5ª Sessão do Comitê do Patrimônio Mundial, realizado em Sydney, Austrália, em outubro de 1981. Na ocasião o Parque Nacional Los Glaciares foi incluído na lista internacional. Em 2018, a Argentina possui 11 sítios incluídos no Patrimônio Mundial: 6 sítios de cultura e 5 sítios naturais, sendo o terceiro país com maior número de locais listados na América Latina, após México e Brasil, respectivamente.

## Bens culturais e naturais
A Argentina possui atualmente os seguintes lugares declarados como Patrimônio da Humanidade pela UNESCO:
| | Parque Nacional Los Glaciares |
| Bem natural inscrito em 1981. |                               |
| Localização: Santa Cruz |                               |
| O Parque Nacional Los Glaciares é um sítio de excepcional beleza natural com impressionantes elevações recortadas e numerosos lagos glaciares, como o Lago Argentina, que possui 160 km de extensão. Em seu extremo convergem três glaciares que escondem enormes icebergs em sua águas gelas de coloração cinzenta. (UNESCO/BPI) |                               |

| | Missões Jesuíticas dos Guarani: San Ignacio Miní, Nuestra Señora de Santa Ana, Nuestra Señora de Loreto e Santa María la Mayor - Ruínas de São Miguel das Missões |
| Bem cultural inscrito em 1984. | |
| Localização: Misiones | |
| No coração mesmo da selva tropical estão localizadas as ruínas de cinco missões jesuítas: San Miguel das Missões (Brasil), San Ignacio Miní, Santa Ana, Nossa Senhora de Loreto e Santa Maria, a Maior (Argentina). Construídas em território guarani durante os séculos XVII e XVIII, estas missões se caracterizam por seu traçado específico e seu desigual estado de conservação. (UNESCO/BPI) | |

| | Parque Nacional Iguazú |
| Bem natural inscrito em 1984. |                        |
| Localização: Misiones |                        |
| No coração deste parque estão as Cataratas do Iguaçu. Formada por um desfiladeiro basáltico semicircular de 80 metros de altura e 2,700 metros de largura, as cataratas formam a fronteira natural entre Argentina e Brasil e são uma das mais espetaculares do mundo. Divida em múltiplas cascatas, das quais surgem densas brumas. A selva úmida subtropical circundante abriga mais de 2 mil espécies de plantas vasculares e uma fauna característica da região: tapir, tamanduá-bandeira, bugio, jaguatirica, jaguar e caimão. (UNESCO/BPI) |                        |

| | Cueva de las Manos |
| Bem cultural inscrito em 1999. |                    |
| Localização: Santa Cruz |                    |
| A Cueva de las Manos abriga um conjunto incrível de arte rupestre, executado entre os anos de 13.000 e 9.500 a.C. A caverna deve seu nome às figuras de mãos gravadas em suas paredes através de uma técnica semelhante à impressão moderna. Além destas figuras, a caverna possui numerosas representações de espécies ainda existentes da fauna local e, mais concretamente, de guanacos. Os autores das pinturas podem ter sido os antepassados das comunidades caçadoras-coletoras da Patagônia descobertas pelos colonizadores europeus no século XIX. (UNESCO/BPI) |                    |

| | Península Valdés |
| Bem natural inscrito em 1999. |                  |
| Localização: Chubut |                  |
| Situada na Patagônia, a Península Valdés é um local de preservação de mamíferos marinhos de importância mundial. O sítio abriga importantes populações reprodutoras de baleias-francas em risco de extinção, assim como de elefantes e leões-marinhos. As orcas da região praticam uma estratégia de caça única no gênero, resultado de sua adaptação às condições específicas do litoral. (UNESCO/BPI) |                  |

| | Parques Naturais de Ischigualasto e Talampaya |
| Bem natural inscrito em 2000. |                                               |
| Localização: La Rioja / San Juan |                                               |
| Estes dois parques contíguos se estendem por uma área de mais de 275.300 hectares na região desértica que limita-se a oeste com as Sierras Pampeanas da Argentina central. As seis formações geológicas dos parques abrigam o conjunto continental de fósseis mais completo do mundo correspondentes ao Triássico, o período geológico que se iniciou há 245 milhões de anos antes de nossa era e teve seu fim aproximadamente 37 milhões de anos depois. Os fósseis compreendem uma ampla gama de antepassados de mamíferos, assim como vestígios de dinossauros e plantas, que ilustram a evolução dos vertebrados e as características dos paleoambientes do período Triássico. (UNESCO/BPI) |                                               |

| | Quarteirão Jesuíta e Estâncias de Córdoba |
| Bem cultural inscrito em 2000. |                                           |
| Localização: Córdoba |                                           |
| O Quarteirão Jesuíta da cidade de Córdoba, que foi um dos núcleos da antiga Província Jesuíta do Paraguai, compreende a universidade, a igreja, a residência dos padres jesuítas e o Colégio Montserrat. Este conjunto e as cinco estâncias jesuítas das serras locais abrigam edifícios religiosos e seculares que testificam a experiência religiosa, social e econômica sem precedentes ocorrido entre os séculos XVII e XVIII, durando mais de 150 anos. (UNESCO/BPI) |                                           |

| | Quebrada de Humahuaca |
| Bem cultural inscrito em 2003. |                       |
| Localização: Jujuy |                       |
| Este sítio abrange um importante itinerário cultural, o Caminho Inca, que segue o curso do rio Grande e seu espetacular vale, desde sua nascente no planalto desértico e frio dos Altos Andes até sua confluência com o o rio Leone, 150 km ao sul. O vale conserva importantes amostras de seu uso como via comercial há pelos menos 10 mil anos, assim como de atividades de grupos caçadores-coletores pré-históricos. Também há vestígios do Império Inca (séculos XV e XVI) e dos combates dos republicanos pela Independência da Argentina. (UNESCO/BPI) |                       |

| | Qhapaq Ñan, Caminhos Incas |
| Bem cultural inscrito em 2014. |                            |
| Bem compartilhado com: Bolívia, Chile, Colômbia, Equador e Peru |                            |
| Se trata de uma ampla rede viária de aproximadamente 30 mil km construída durante vários séculos pelos incas – tomando proveito de infraestruturas pré-incaicas já existentes – visando facilitar as comunicações, transportes e comércio e também com fins defensivos. Este extraordinário sistema de caminhos se estendo por uma das mais contrastantes zonas geográficas do mundo, desde as colinas nevadas do Andes que se erguem a mais de 6 mil metros de altitude até a costa do Pacífico, passando por bosques tropicais-úmidos, vales férteis e desertos completamente áridos. A rede viária alcançou sua expansão máxima no século XV, chegando a abranger todo o comprimento e largura da cordilheira andina. O novo sítio do Patrimônio Mundial, que conta com 273 componentes e se estende por mais de 5 mil km. (UNESCO/BPI) |                            |

| | O Trabalho Arquitetônico de Le Corbusier, uma Contribuição Impressionante para o Movimento Moderno |
| Bem cultural inscrito em 2016. | |
| Localização: Buenos Aires · Bem compartilhado com: Alemanha, Bélgica, França, Índia, Japão e Suíça | |
| Espalhados por sete países, os 17 sítios que integram este bem do Patrimônio Mundial constituem um testemunho da invenção de um novo modo de expressão da arquitetura, em clara ruptura com formas anteriores. As obras arquitetônicas destes sítios foram realizadas por Le Corbusier ao longo de cinquenta anos de "busca paciente", segundo suas próprias palavas. O Complexo do Capitólio de Chandigarh (Índia), o Museu Nacional de Arte Ocidental de Tóquio (Japão), a Casa Curutchet (Argentina) e a Unidade de Habitação de Marselha (França), entre outras construções, testificam as soluções alcançadas no século XX pelo Movimento Moderno na intenção de renovar as técnicas arquitetônicas para satisfazer as necessidades da sociedade. Estas obras-primas do gênio humano também constituem um testemunho a internacionalização da arquitetura em escala global. (UNESCO/BPI) | |

| | Parque Nacional Los Alerces |
| Bem natural inscrito em 2017. |                             |
| Localização: Chubut |                             |
| O Parque Nacional Los Alerces está localizado nos Andes do norte da Patagônia e seu limite ocidental coincide com a fronteira entre Argentina e Chile. Sucessivas glaciações moldaram a paisagem desta região criando formas espetaculares, como morenas, circos glaciais e lagos cristalinos. A vegetação é dominada por densos bosques temperados, que abrem espaço para os alpinos mais elevados fora dos Andes. O bem é vital para a proteção de algumas das restantes seções contínuas do bosque da Patagônia em estado sensível e é habitat de numerosas espécies ameaçadas de fauna e flora.(UNESCO/BPI) |                             |

| | Museu e Sítio de Memória ESMA – Antigo centro de detenção, tortura e extermínio clandestino |
| Bem cultural inscrito em 2023. |                                                                                             |
| Localização: Buenos Aires |                                                                                             |
| O atual edificio da ESMA, com uma superfície de 5.390 m² e localizado na propiedade de 16 hectares onde a Escola de Mecânica da Armada funcionou, foi inaugurado em 1946 como o Cassino de Oficiais. As residências dos oficiais mais altos da Armada Argentina se localizavam neste edifício, um pavilhão rodeado de jardins compostos por um edifício principal com três blocos perpendiculares relacionados, com sótãos e um grande porão. Entre 1976 e 1983, durante a última ditadura militar, os terrenos da ESMA foram parte fundamental do esquema repressivo cuja epicentro se encontrava neste edifício, onde funcionava o Centro Clandestino de Detenção, Tortura e Extermínio (CCDTyE). Aqui, a Marinha sequestrou, torturou e deu cabo a mais de cinco mil homens e mulheres. As mais graves violações de direitos humanos, o plano sistemático de sequestrar crianças nascidas em cativeira e o extermínio de presos lançados ainda vivos ao mar durante os chamados 'voos da morte' fazem deste prédio um símbolo do genocídio que ocorreu no país. É uma prova irrefutável do terrorismo de Estado que infringiu uma violência criminal extrema à sociedade em geral. (UNESCO/BPI) |                                                                                             |

## Lista Indicativa
Em adição aos sítios inscritos na Lista do Patrimônio Mundial, os Estados-membros podem manter uma lista de sítios que pretendam nomear para a Lista de Patrimônio Mundial, sendo somente aceitas as candidaturas de locais que já constarem desta lista. Desde 2021, a Argentina possui 10 locais na sua Lista Indicativa.
| Sítio                                                                                   | Imagem | Localização               | Ano  | Dados UNESCO                       | Descrição |
| --------------------------------------------------------------------------------------- | ------ | ------------------------- | ---- | ---------------------------------- | --- |
| Valles Calchaquíes                                                                      |        | Catamarca/Salta/Tucumán   | 2001 | Cultural: (ii) (iii) (iv) (v) (vi) | O Valle Calchaquí forma uma estreita faixa vertical de 250 km ao longo do rio Calchaquí, entre as unidades estruturais de La Puna e a Cordilheira Oriental. O desfiladeiro de Las Conchas é, por sua vez, um vale fluvial profundo de 75 km de extensão, que se estende desde o povoado da Alemania até a junção dos rios Calchaquí e Santa María. |
| Parque Nacional Sierra de las Quijadas                                                  |        | San Luis                  | 2005 | Natural: (vii) (viii) (ix)         | O Parque Nacional Sierra de las Quijadas constitui um "santuário" da flora e fauna da província de San Luis e da parte centro-oeste da Argentina, pois seu ambiente constitui uma faixa de transição ecótona entre as ecorregiões de Chaco e Monte. Os afloramentos sedimentares da Sierra de las Quijadas fazem parte de uma cadeia de unidades geológicas cujo estudo detalhado permitiu complementar parte da informação geo-histórica e paleo-biológica do Alto Mesozoico na região, que cobriu mais de 120 milhões de anos (todo o Jurássico e Períodos Cretáceos). |
| La Payunia, Lagoa de Llancanelo e Payún Matrú                                           |        | Mendoza                   | 2011 | Natural: (vii) (viii)              | O sítio proposto inclui duas áreas protegidas: as Reservas Provinciais de Lago Llancanelo e La Payunia. A primeira possui 900 km² de reserva protegida, das quais 650 km² foram declarados um Sítio Ramsar em 1996. É uma das poucas áreas do país com um plano de manejo participativo, desenvolvido em conjunto com os moradores, e único no mundo com limites volumétricos. A Reserva de La Payunia abrange 1,920 km² de paisagem deslumbrante. |
| Reserva Provincial Geológica, Paleontológica e Arqueológica de Monte Hermoso            |        | Buenos Aires              | 2014 | Misto: (iii) (v) (vi) (viii) (ix)  | O sítio proposto abriga um registo geológico, paleontológico e arqueológico de características excepcionais. Numa extensão de cerca de 25 km, diferentes formações sedimentares, cuja idade geológica varia de oeste para leste, a região fornece informações detalhadas sobre a história da vida e as mudanças na paisagem nos últimos 5 milhões de anos. |
| Moisés Ville                                                                            |        | Santa Fé                  | 2015 | Cultural: (ii) (iii) (vi)          | Moisés Ville, localizada na província de Santa Fé, é o primeiro assentamento rural judeu do país. Habitada originalmente por um grupo de famílias oriundas da região de Podólia (hoje parte da Ucrânia), a cidade se tornou um centro de cultura judaica reconhecido internacionalmente; famosa por suas sinagogas, teatros, escolas hebraicas e bibliotecas que funcionam tanto em iídiche quanto em espanhol. |
| Cidade de Tigre e seus clubes de remo                                                   |        | Buenos Aires              | 2017 | Cultural: (ii) (iii)               | A área urbana da cidade de Tigre junto aos rios Tigre, Luján e Reconquista constitui um testemunho excepcional de um assentamento urbano caracterizado pela presença de rios e córregos e com vocação turística e esportiva. O estabelecimento de clubes de remo entre o final do século XIX e o início do século XX por comunidades de imigrantes fez com que o Tigre refletisse o espírito cosmopolita do país naquela época. |
| Cueva de las Manos e sítios associados da bacia do rio Pinturas                         |        | Santa Cruz                | 2018 | Cultural: (iii)                    | Cueva de las Manos abriga vestígios de cenas de caça produzidos entre 9,400 e 6,400 atrás. Esta replicação dos motivos em diferentes sítios como El Puma 1, Cerro de los Indios, Cueva Grande del Arroyo Feo e a própria Cueva de las Manos, demonstra a importância de Alero Charcamata como nó para a interpretação da arte rupestre e para o território demarcação destes caçadores no seu nomadismo sazonal. |
| Buenos Aires – La Plata: duas capitais da cultura da modernidade, ecletismo e imigração |        | Buenos Aires              | 2018 | Cultural: (ii) (iv)                | A indicação serial proposta reúne exemplares do ecletismo predominante no final do século XIX e início do século XX na maioria das cidades do mundo e que ocorreu nesta área nos campos da arquitetura, urbanismo, paisagismo e das artes decorativas. Neste período, a organização do espaço urbano destas duas cidades foram demarcadas principalmente pelos ideais de liberdade política, social e econômica. |
| Rotas Sanmartinianas                                                                    |        | San Juan Mendoza La Rioja | 2019 | Misto: (vi) (vii) (viii) (ix) (x)  | A indicação é composta por seis rotas de passagem nos Andes, a maior cordilheira sul-americana, atravessada pelo Exército dos Andes em 1817 vindo do Chile no cenário da Independência da Argentina. Os Andes são cortados por precipícios, com picos acima de 4.000 metros de altura que nunca haviam sido atravessados por um grande contingente humano. |